# Murailles de Montegiovi
Les murailles de Montegiovi (en italien : Mura di Montegiovi), constituent le système défensif du village-château de Montegiovi, une frazione de la commune de Castel del Piano (province de Grosseto), en Toscane. 

## Histoire
Les remparts ont été construits entre les XIIe et XIIIe siècles pour protéger le sommet de la colline sur laquelle se dresse le village de Montegiovi, déjà contrôlé par la république de Sienne à l'époque.
Le tracé du système défensif, qui est resté intact pendant plusieurs siècles, n'a subi que quelques modifications récentes, où il s'est retrouvé contre les bâtiments résidentiels du centre historique.

## Description
La zone la mieux conservée de l'ensemble de l'enceinte de la ville est la section de la courtine où s'ouvre la porte de ville qui donne accès au centre historique. Cette dernière présente un arc en plein cintre. Dans cette section, les murs incorporent le mur extérieur et le clocher de la chapelle dédiée à sainte Hélène et saint Roch, une petite église du château aujourd'hui perdu de la famille Bonsignori.

## Galerie

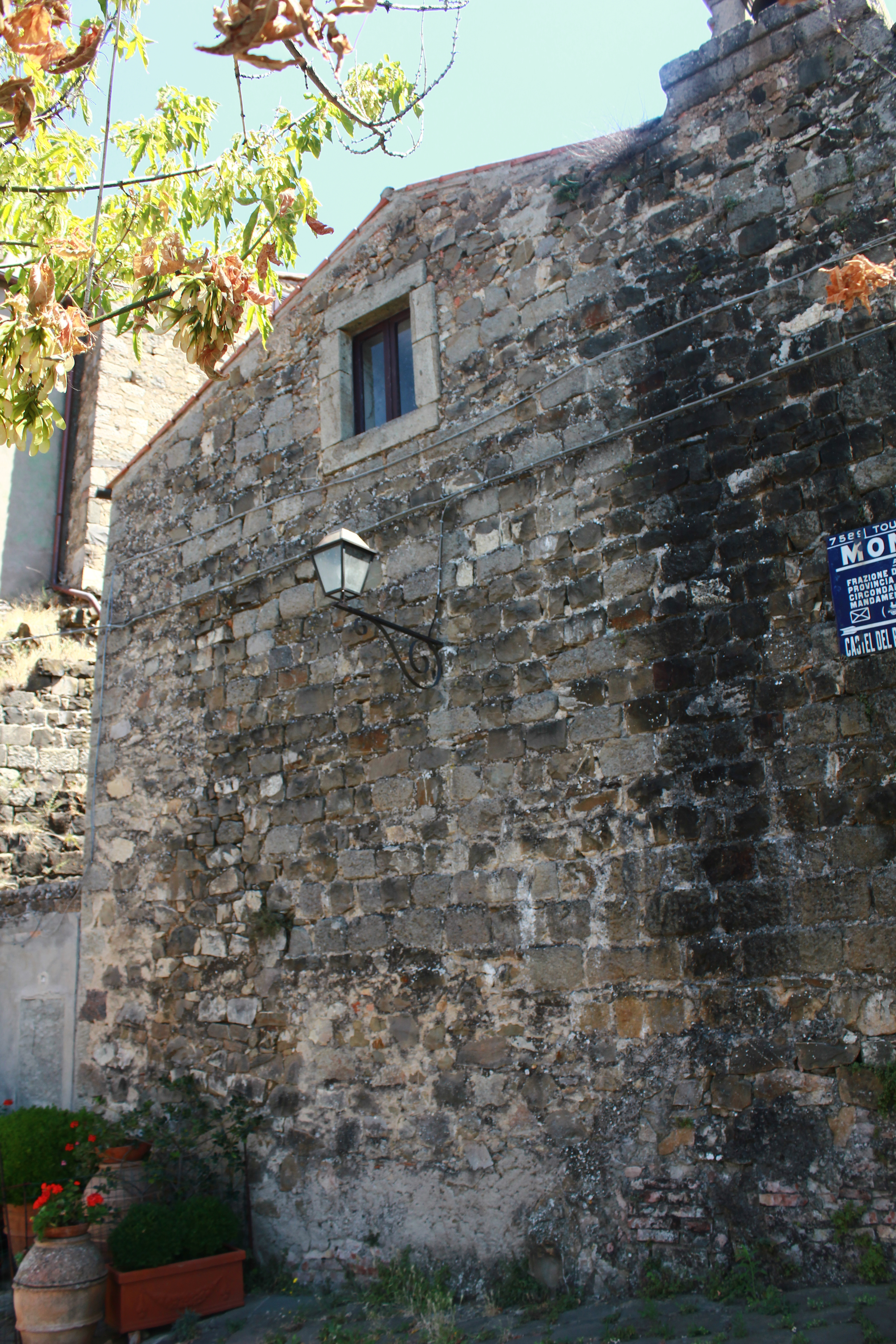
Chapelle Sant'Elena.
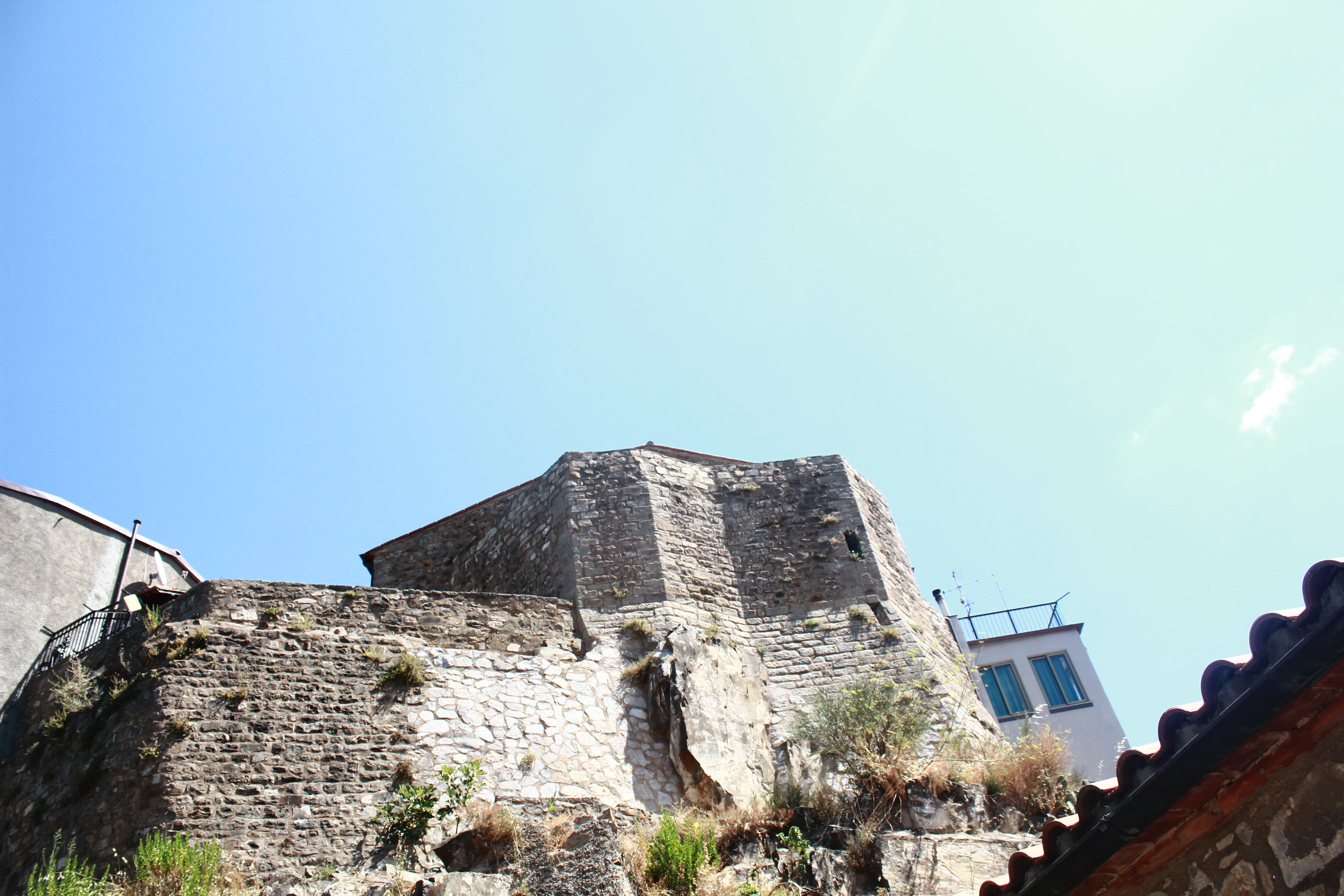
Remparts du donjon.